# Wiczynie
Wiczynie (ukr. Вічині) – wieś na Ukrainie, w obwodzie wołyńskim, w rejonie rożyszczeńskim.